# 荻作
荻作（おぎさく）は、千葉県市原市の市津地区にある大字。郵便番号は290-0177。

## 概要
市原市北部の市津地区にある。中央部は水田地帯が広がっている。東部には日本で最初の500kv送電線である房総線を接続した東京電力パワーグリッド房総変電所がある。

## 地理
北は神崎・能満飛び地及び潤井戸、東は喜多・犬成及び大作、南は葉木・勝間及び犬成飛び地、西は能満と接している。

## 世帯数と人口
2022年4月1日現在の世帯数と人口は以下の通りである。
| 町丁字 | 世帯数  | 人口  |
| ------ | ------- | ----- |
| 荻作   | 308世帯 | 612人 |

## 通学区域
市立小学校・市立中学校及び県立高等学校の通学区域は以下の通りである
| 町丁字 | 番地 | 小学校             | 中学校             | 高等学校 |
| ------ | ---- | ------------------ | ------------------ | -------- |
| 荻作   | 全域 | 市原市立湿津小学校 | 市原市立湿津中学校 | 第9学区  |

## 交通

### 鉄道
- なし

### バス
- 小湊鉄道